# Crinum calamistratum
Crinum calamistratum är en amaryllisväxtart som beskrevs av Josef Bogner och Hermann Heino Heine. Crinum calamistratum ingår i släktet Crinum, och familjen amaryllisväxter. Inga underarter finns listade i Catalogue of Life.